# Kaalgezichtsaki
De kaalgezichtsaki (Pithecia irrorata)  is een zoogdier uit de familie van de sakiachtigen (Pitheciidae). De wetenschappelijke naam van de soort werd voor het eerst geldig gepubliceerd door John Edward Gray in 1842.

## Voorkomen
De soort komt voor ten zuiden van de Amazone in Zuidwest-Brazilië.